# Regola benedettina

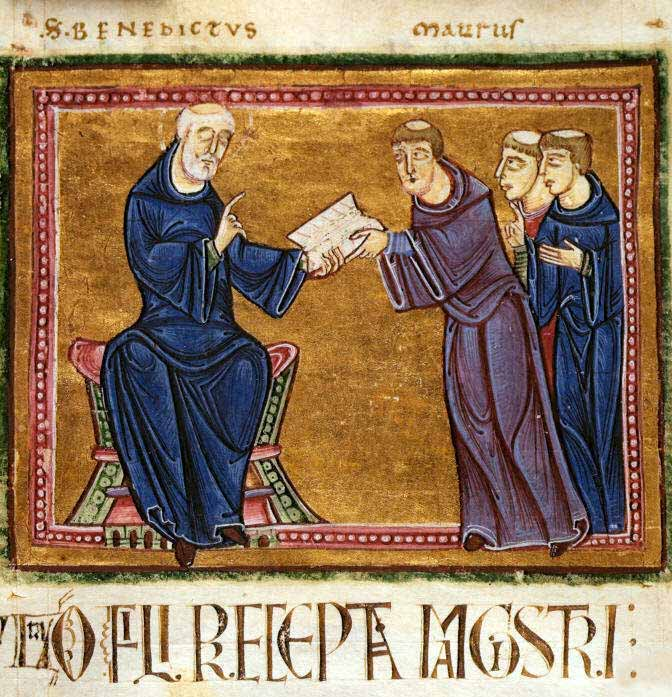
San Benedetto porge la sua Regola a san Mauro e ad altri monaci; miniatura francese da un manoscritto della Règle de St. Benoît (Regula Benedicti), abbazia di St. Gilles, 1129

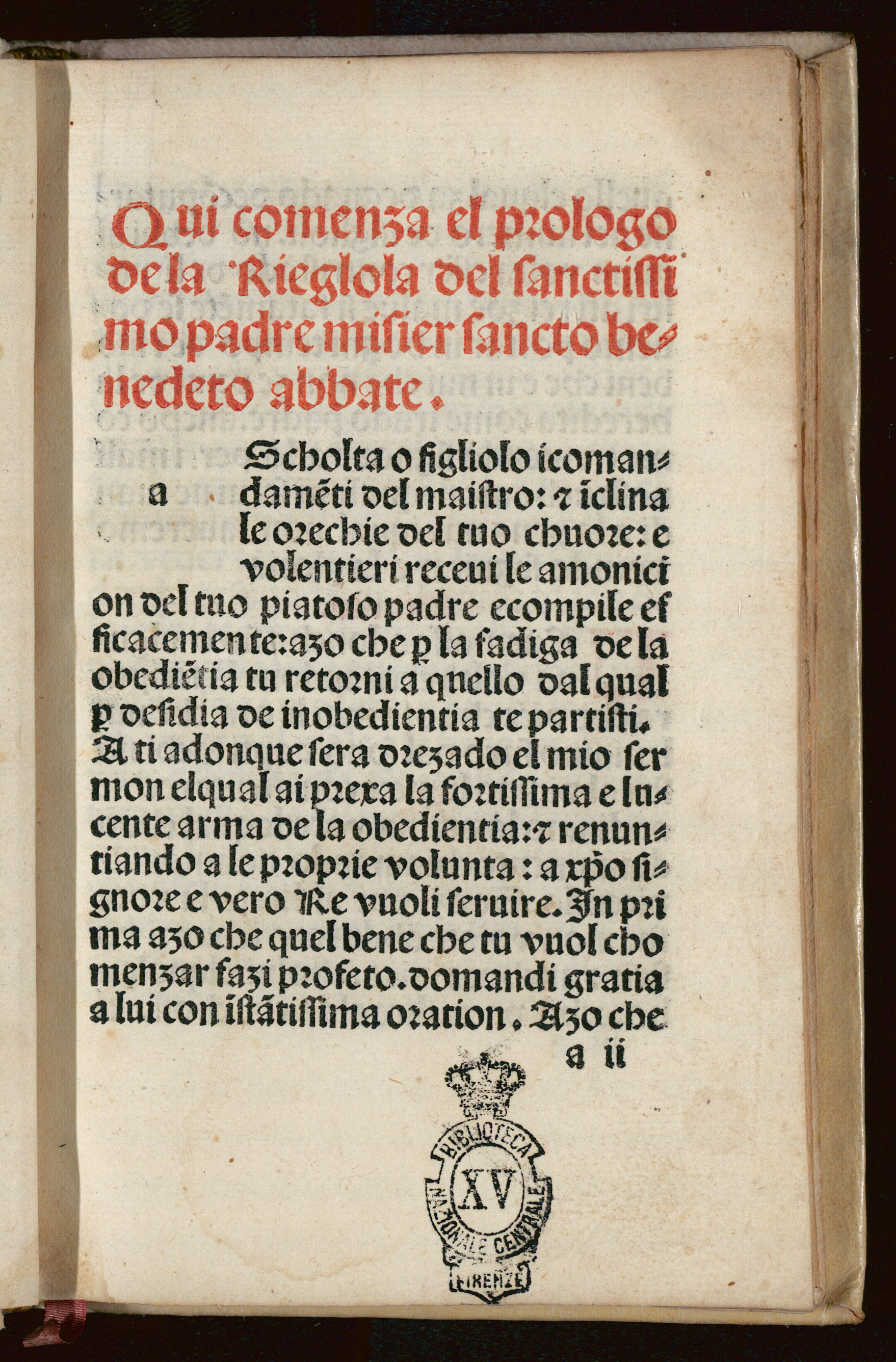
Prologo della Regula

La Regola dell'Ordine di san Benedetto, o Regola benedettina, in latino denominata Regula monachorum o Sancta Regula, dettata da San Benedetto da Norcia nel 534, è una regola monastica. Consta di un "Prologo" e di settantatré "capitoli".
È una delle più antiche regole del monachesimo cenobitico occidentale. Ispirata alla Regula di Basilio di Cesarea, è suffragata da numerose citazioni bibliche e rinvia allo studio dei Padri della Chiesa, in particolare modo della patrologia greca.

## I principi ispiratori
La regola benedettina è sintetizzata dalle parole ora et labora ('prega e lavora').
L'attività primaria divenne in diversi monasteri la copiatura di testi antichi, specie di quelli biblici. A tal proposito si è fatto notare che «il monaco che ricopia e medita e rivolve e commenta e diffonde la parola biblica aperse la via alle nuove scienze linguistiche".
In particolare, per i Benedettini la "Preghiera" è intesa come la contemplazione del Cristo alla luce della Parola Sacra ed è praticata sia comunitariamente attraverso i canti (sono i canti gregoriani), la partecipazione a funzioni e l'ascolto delle letture in diversi momenti della giornata (ad es. durante i pasti), sia nel chiuso della propria cella, nei luoghi inospitali e disabitati dove erigevano le loro abbazie, ma anche lo studio e, un tempo, la trascrizione di testi antichi (non solo religiosi ma anche letterari o scientifici). Del resto per loro un'altra forma di preghiera è anche il proprio atteggiamento verso il lavoro.
Così San Benedetto organizza la vita monastica intorno a tre grandi assi portanti che permettono di fare fronte alle tentazioni, impegnando continuamente e in modo vario il monaco:
1. Preghiera comune
2. Preghiera personale
3. Lavoro

Lo studio non era compreso in quanto, almeno inizialmente, la maggior parte dei monaci benedettini era analfabeta.
Compito del monaco è, con l'aiuto della comunità monastica di cui fa parte, di adempiere a questi tre obblighi con il giusto equilibrio, perché quando uno prende il sopravvento sugli altri il monachesimo cessa di essere benedettino. I monaci che seguono la regola di San Benedetto, infatti, non devono essere né dei contemplativi dediti unicamente all'orazione, né dei liturgisti che sacrificano tutto all'Ufficio, né degli studiosi, né dei tecnici o degli imprenditori di qualsivoglia genere di lavoro.

## Il Prologo e i settantatré capitoli

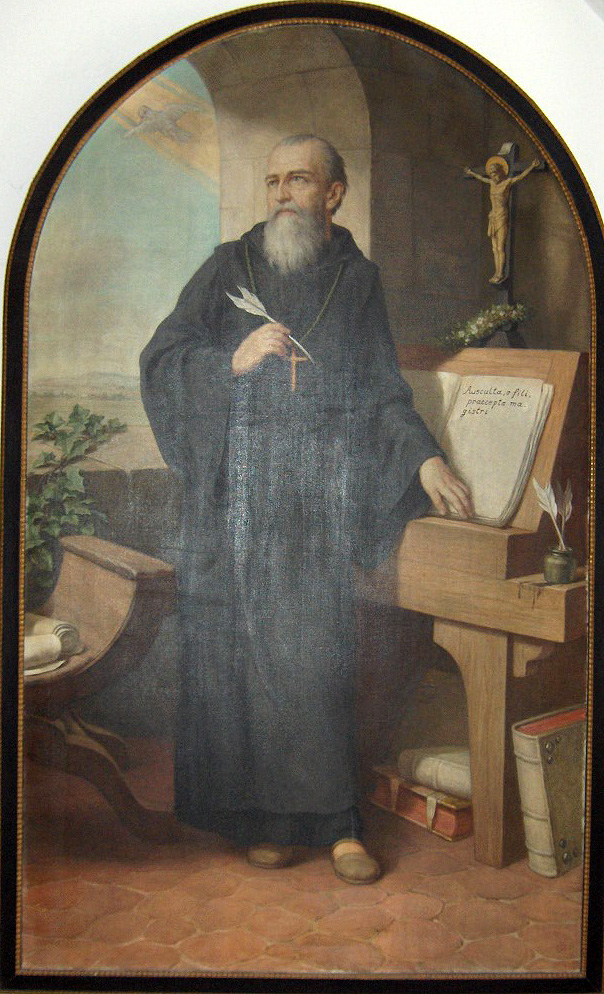
San Benedetto scrive la sua Regola

Il Prologo definisce i principi della vita religiosa (soprattutto la rinuncia alla propria volontà e il proprio affidamento a Cristo) e paragona il monastero a una "scuola" che insegna la scienza della salvezza, cosicché perseverando nel monastero fino alla morte, i discepoli possano "meritare di divenire parte del regno di Cristo".
Dei settantatré capitoli che seguono il prologo, nove trattano i doveri dell'Abate, tredici regolano l'adorazione di Dio, ventinove sono relativi alla disciplina e al codice penale, dieci regolano l'amministrazione interna del monastero, i rimanenti dodici riguardano provvedimenti diversi.
- Il Capitolo I definisce i quattro tipi principali di monachesimo:

1. Cenobiti, cioè coloro che vivono in un monastero sotto la guida di un Abate;
2. Anacoreti, o eremiti, che vivono in solitudine dopo essersi messi alla prova in un monastero;
3. Sarabaiti, che vivono in gruppi di due o tre, senza regole prestabilite e senza un superiore;
4. Girovaghi, monaci viandanti che vivono andando da un monastero all'altro portando discredito alla professione monastica. La regola si rivolge solo ai primi.

- Il Capitolo II descrive le qualità che devono caratterizzare l'Abate, raccomandandogli di non dimostrare preferenze verso i suoi monaci, fatti salvi meriti particolari, avvertendolo allo stesso momento che è responsabile della salvezza delle anime che gli sono affidate.
- Il Capitolo III decreta l'obbligo da parte dell'Abate di convocare i confratelli per consultarli sugli affari importanti per la comunità.
- Il Capitolo IV elenca i doveri di un Cristiano in settantadue precetti che chiama "strumenti per il buon lavoro". Per la gran parte fanno riferimento (o nello spirito o nella lettera) alle Sacre Scritture.
- Il Capitolo V prescrive una obbedienza pronta, gioiosa e assoluta al superiore e definisce l'obbedienza come il primo grado dell'umiltà.
- Il Capitolo VI tratta del silenzio, raccomandando moderazione nell'uso della parola, ma non proibisce la conversazione quando è utile o necessaria.
- Il Capitolo VII tratta dell'umiltà, individuandone dodici gradi che, come gradini di una scala, portano al paradiso: (1) avere timore di Dio; (2) reprimere la propria volontà; (3) sottomettersi alla volontà dei superiori; (4) obbedire anche nelle cose più dure e difficili; (5) confessare i propri errori; (6) riconoscere la propria pochezza; (7) preferire gli altri a sé stessi; (8) evitare la solitudine; (9) parlare solo nei momenti prestabiliti; (10) soffocare il riso scomposto; (11) reprimere l'orgoglio; (12) dimostrarsi umili verso gli altri.
- I Capitoli dal IX al XVIII si occupano di regolare l'Ufficio Divino scandito dalle Ore canoniche, sette del giorno e una di notte. Le orazioni sono stabilite in dettaglio specificando cosa recitare in inverno o in estate, di domenica, nei giorni festivi, ecc.
- Il Capitolo XIX sottolinea la reverenza che si deve tenere in presenza di Dio.
- Il Capitolo XX stabilisce che le preghiere in comune siano brevi.
- Il Capitolo XXI impone la nomina di un "decano" ogni dieci monaci e prescrive anche come i decani debbano essere scelti.
- Il Capitolo XXII regola tutto quanto concerne il "dormitorio". Stabilisce, ad esempio, che ciascun monaco abbia un proprio letto, che dorma nel proprio abito così da essere pronto ad alzarsi senza ritardo e che una luce debba essere tenuta accesa nel dormitorio per tutta la notte.
- I Capitoli dal XXIII al XXX trattano delle violazioni alla Regola e stabilisce una scala graduale di pene: ammonizione privata; reprimenda pubblica; separazione dai confratelli durante i pasti ed in ogni altra occasione; flagellazione; espulsione da adottare solo come ultima risorsa, quando ogni altro mezzo per richiamare il monaco sia risultato vano. In ogni caso l'espulso deve essere nuovamente accettato su sua richiesta. Se però è espulso per tre volte, allora ogni sua richiesta può essere ignorata.
- I Capitoli XXXI e XXXII stabiliscono le qualità del monaco "Cellario" e di altri responsabili per curare i beni del monastero, da trattare con la stessa cura dei vasi sacri dell'altare.
- Il Capitolo XXXIII proibisce ai monaci il possesso privato di qualsiasi bene senza il permesso dell'Abate. Quest'ultimo, inoltre, deve impegnarsi a fornire il necessario.
- Il Capitolo XXXIV prescrive la giusta distribuzione di quanto necessario alla vita del monaco.
- Il Capitolo XXXV stabilisce che i monaci servano a turno nella cucina.
- I Capitoli XXXVI e XXXVII ordinano che la comunità monastica si prenda cura dei più deboli (malati, vecchi e giovani), i quali possono godere di dispense speciali dalla Regola, soprattutto per quanto concerne il cibo.
- Il Capitolo XXXVIII prescrive l'ascolto della lettura delle Sacre Scritture durante i pasti. Della lettura ad alta voce è incaricato un monaco a rotazione con turni settimanali. Per non disturbare la lettura, durante i pasti vige la regola del silenzio per cui ci si può esprimere solo a gesti. Il lettore, dal canto suo, mangia insieme agli inservienti dopo che gli altri hanno finito, ma può mangiare un po' anche prima, se questo può aiutarlo a sopportare la fatica.
- I Capitoli XXXIX e XL regolano la quantità e qualità del cibo: due pasti al giorno durante i quali si consumano due piatti di cibo cotto ciascuno; una libbra (circa 450g) di pane ed una hemina (un'antica unità di misura romana pari a circa un quarto di litro) di vino per ciascun monaco. La carne "di quadrupedi" è proibita a tutti eccetto che ai malati e a chi sia debilitato fisicamente. Tra le facoltà dell'Abate, inoltre, vi è anche quella di aumentare le porzioni quotidiane, qualora dovesse reputarlo necessario.
- Il Capitolo XLI prescrive l'orario per i pasti, che variano in funzione delle stagioni.
- Il Capitolo XLII ordina per la sera, prima della Compieta, la meditazione comune di Conferenze, Vite dei Padri o di qualche altra opera di edificazione morale, dopodiché deve essere rispettato il più stretto silenzio fino al mattino.
- I Capitoli dal XLIII al XLVI trattano degli errori veniali (ad esempio arrivare in ritardo alle preghiere o ai pasti) e stabilisce le relative penitenze per i trasgressori.
- Il Capitolo XLVII affida all'Abate il dovere di chiamare i fratelli al "Mondo di Dio" e di scegliere chi deve cantare o leggere.
- Il Capitolo XLVIII sottolinea l'importanza del lavoro manuale e stabilisce quanto tempo dedicarvi quotidianamente. Ciò varia in funzione delle stagioni, ma non deve essere inferiore alle cinque ore. Compito dell'Abate è di verificare, non solo che tutti lavorino, ma anche che il compito assegnato a ciascuno sia commisurato alle sue capacità.
- Il Capitolo XLIX stabilisce gli adempimenti per la Quaresima e raccomanda qualche rinuncia volontaria in quel periodo, con il permesso dell'Abate.
- I Capitoli L e LI contengono regole per i monaci che lavorano nei campi o sono in viaggio. A loro viene chiesto, nei limiti del possibile, di unirsi in spirito con i confratelli del monastero nelle ore stabilite per la preghiera.
- Il Capitolo LII limita l'uso dell'"oratorio" alle sole orazioni.
- Il Capitolo LIII raccomanda che gli ospiti siano ricevuti "come lo stesso Cristo", originando quella tradizione di ospitalità che ha caratterizzato i Benedettini di ogni epoca. In particolare, gli ospiti devono essere trattati con cortesia dall'Abate o dai suoi incaricati, e durante la loro permanenza devono essere posti sotto la protezione del monaco, ma non hanno il diritto di unirsi con il resto della comunità monastica senza un permesso speciale.
- Il Capitolo LIV vieta ai monaci di ricevere lettere o regali senza il permesso dell'Abate.
- Il Capitolo LV regola l'abbigliamento dei monaci che deve essere sufficiente in quantità e in qualità, semplice ed economico, adatto al clima ed alla località secondo quanto stabilito dall'Abate. Ogni monaco, inoltre, deve avere abiti di ricambio per permettere che siano lavati. In occasione di un viaggio, al monaco devono essere messi a disposizione abiti di migliore qualità. Gli abiti vecchi, infine, devono essere messi da parte per i poveri.
- Il Capitolo LVI stabilisce che l'Abate mangi con gli ospiti.
- Il Capitolo LVII ordina l'umiltà agli artigiani del monastero ed impone che, quando i loro prodotti sono venduti, lo siano a prezzi inferiori a quelli di mercato.
- Il Capitolo LVIII stabilisce le regole per l'ammissione dei "postulanti" la cui volontà deve essere posta a dura prova. Questa materia era stata precedentemente regolata dalla Chiesa, ai cui insegnamenti si adegua anche San Benedetto; innanzitutto il postulante deve trascorrere un breve periodo come ospite; quindi è ammesso nel noviziato dove, sotto la guida di un maestro, la sua vocazione venga messa alla prova con severità, rimanendo libero di rinunciare in ogni momento; se dopo dodici mesi persevera ancora nelle sue intenzioni, allora può essere ammesso a pronunciare i voti che lo legano per sempre al monastero.
- Il Capitolo LIX stabilisce le condizioni per l'ammissione dei giovani nel monastero.
- Il Capitolo LX regola la posizione dei sacerdoti che desiderino unirsi ad una comunità monastica. Li esorta, inoltre, ad essere un esempio di umiltà per tutti e stabilisce che esercitino il loro ministero solo con il permesso dell'Abate.
- Il Capitolo LXI consente l'accoglienza di monaci esterni come ospiti e il loro incorporamento nella comunità su richiesta.
- Il Capitolo LXII stabilisce che i privilegi nella comunità siano determinati tenendo conto della data di ammissione, dei meriti personali o dei compiti assegnati dall'Abate.
- Il Capitolo LXIV stabilisce che l'Abate sia eletto dai monaci per la carità, lo zelo e la discrezione. Per questa ragione i monasteri benedettini sono considerati un laboratorio di democrazia nel Medioevo.
- Il Capitolo LXV permette, se necessario, la nomina di un Priore (il vice dell'Abate), ma avverte che sia completamente sottomesso all'Abate cosicché questi possa ammonirlo, deporlo dall'incarico o espellerlo in caso di cattiva condotta.
- Il Capitolo LXVI prevede la nomina di un "portinaio", un monaco anziano e assennato, e raccomanda che ciascun monastero debba essere, nei limiti del possibile, autonomo così da limitare le relazioni con il mondo esterno.
- Il Capitolo LXVII istruisce i monaci in viaggio.
- Il Capitolo LXVIII ordina che tutti eseguano gioiosamente quanto viene loro comandato, per quanto difficile possa essere il compito affidato.
- Il Capitolo LXIX vieta ai monaci di prendere le difese di un altro monaco.
- Il Capitolo LXX proibisce che lottino tra loro.
- Il Capitolo LXXI incoraggia i monaci a essere obbedienti non solo verso l'Abate e i superiori ma anche reciprocamente.
- Il Capitolo LXXII è una breve esortazione allo zelo e alla carità fraterna.
- Il Capitolo LXXIII è l'epilogo dove si dichiara che la Regola non è proposta come un ideale di perfezione, ma solo come uno strumento per avvicinarsi a Dio ed è intesa principalmente come una guida per chi comincia il suo cammino spirituale.